# Dermestoides sanguinicollis
Dermestoides sanguinicollis är en skalbaggsart som först beskrevs av Fabricius 1787.  Dermestoides sanguinicollis ingår i släktet Dermestoides, och familjen brokbaggar. Enligt den svenska rödlistan är arten nationellt utdöd i Sverige. . Arten har tidigare förekommit på Öland och Götaland men är numera lokalt utdöd. Artens livsmiljö är skogslandskap, jordbrukslandskap.